# Entoloma bisporigerum
Entoloma bisporigerum är en svampart som först beskrevs av Peter D. Orton, och fick sitt nu gällande namn av Machiel Evert ("Chiel") Noordeloos 1979. Entoloma bisporigerum ingår i släktet Entoloma och familjen Entolomataceae.  Arten är reproducerande i Sverige. Inga underarter finns listade i Catalogue of Life.